# Шоколад (фильм, 2008)
«Шоколад» (тайск. ช็อคโกแลต) — тайский художественный фильм о боевых искусствах, поставленный режиссёром Прачия Пинкаю и рассказывающий о девочке-аутистке, которая обладает способностям интуитивного обучения боевым искусствам.
В главной роли снялась Яанин «Джиджа» Висмитананда.
Премьера фильма состоялась 6 февраля 2008 года в Таиланде.
В Системе рейтингов Американской киноассоциации фильм получил рейтинг «R» (подростки до 18 лет допускаются на фильм только в сопровождении одного из родителей).
В 2009 году фильм номинировался на премию Asian Film Awards в категории «лучший дебютант» (Яанин Висмитананда).

## Сюжет
Любовница главаря мафиозного клана, красавица Зин, влюбляется в члена японской якудзы Масаси.
Разозлённый босс клана требует от Зин оставить увлечение, угрожая убить их обоих, если он ещё раз увидит их вместе.
Напуганная этим обещанием Зин предлагает Масаси расстаться, и он уезжает обратно в Японию.
Вскоре Зин узнаёт, что беременна, и тогда она переезжает на новое место — подальше от мафиозного клана.
У неё рождается дочь Зен, которая с детства страдает аутизмом.
Наблюдая за учениками школы муай тай, а позже за героями боевиков по телевизору, Зен самостоятельно учится боевым искусствам.
У Зин обнаруживают рак, на лечение нет денег, семья живёт в крайней бедности.
Зен и её друг Моом зарабатывают деньги на представлениях, где Зен демонстрирует великолепную реакцию, ловя различные предметы.
В доме Зин Моом случайно обнаруживает старую записную книжку, в которой перечислены фамилии.
Моом решает, что это список должников Зин, и чтобы раздобыть денег он решает стребовать их с должников.
Это приводит к конфликтам с криминальными бандами и в конце концов с самим мафиозным кланом.

## В ролях
- Яанин Висмитананда — Зен
- Аммара Сирипонг — Зин
- Хироси Абэ[англ.] — Масаси
- Понгпат Вачирабунджонг — номер 8 (глава мафиозного клана)

## Производство
Постановкой трюков занимался Панна Риттикрай, который ранее работал вместе с режиссёром Прачия Пинкаю над фильмами «Онг Бак: Тайский воин» и «Честь дракона».
Исполнительницу главной роли Яанин Висмитананда режиссёр встретил на кастинге актёров для фильма «Рождённый сражаться».
В детстве Яанин занималась балетом, затем занималась тхэквондо и достигла третьего дана, с 2004 года она работала инструктором по тхэквондо.
Перед съёмками в фильме она оставила обучение в колледже и в течение двух лет готовилась к съёмкам, практикуясь в муай тай и других боевых искусствах вместе с командой каскадёров Панны Риттикрая.
Для вживания в образ аутичной девочки Яанин перед съёмками изучала фильмы, рассказывающие о людях-аутистах («Человек дождя», «Форрест Гамп»), в течение нескольких месяцев брала уроки актёрского мастерства, а также посещала пациентов центра для детей-аутистов, где изучала особенности их поведения и выражения ними эмоций.
Все акробатические и боевые трюки в фильме Яанин выполнила самостоятельно, у неё не было дублёров.
Съёмки фильма проходили в течение 2006 и 2007 года.

## Прокат и релизы
Премьера фильма состоялась 6 февраля 2008 года в Таиланде.
Фильм демонстрировался на различных кинофестивалях — 7 февраля 2008 года показ на Европейском кинорынке в рамках Берлинале, на кинофестивале в Торонто 13 сентября 2008 года, на кинофестивале в Хельсинки 19 сентября 2008 года, на фестивале Fantastic Fest в Остине (США) 20 сентября 2008 года, на фестивале в Мар-дель-Плата (Аргентина) 8 ноября 2008 года.
24 октября 2008 года фильм вышел в ограниченный прокат в Лондоне (Великобритания).
Прокатом фильма в США занималась компания-дистрибьютор Magnolia Pictures, премьера в США состоялась 6 февраля 2009 года всего в шести городах страны.
Релиз фильма на blu-ray в США состоялся 10 февраля 2009 года.

## Бюджет и кассовые сборы
Бюджет фильма составил 150 млн бат.

## Оценки
Обозреватель Variety Рассел Эдвардс похвалил хореографию в постановке боевых сцен, но из-за несколько дёрганого характера сюжета, по мнению критика, фильму не удалось стать по-настоящему захватывающим зрелищем.